# Рікардо Ісмаель Рохас
Рікардо Ісмаель Рохас (ісп. Ricardo Ismael Rojas, нар. 26 січня 1971, Посадас) — парагвайський футболіст, що грав на позиції захисника зокрема за аргентинські «Естудьянтес» та «Рівер Плейт», а також національну збірну Парагваю.

## Клубна кар'єра
У дорослому футболі дебютував 1991 року виступами за команду клубу «Лібертад», в якій провів чотири сезони, взявши участь у 67 матчах чемпіонату. 
Своєю грою за цю команду привернув увагу представників тренерського штабу аргенського «Естудьянтеса», до складу якого приєднався 1995 року. Відіграв за команду з Ла Плати наступні чотири сезони своєї ігрової кар'єри. Більшість часу, проведеного у складі «Естудьянтес», був основним гравцем захисту команди.
Протягом 1999—2001 років грав у Португалії, де захищав кольори «Бенфіки», у складі якої стати стабільним гравцем основного складу не зумів.
2001 року повернувся до Аргентини, де уклав контракт з клубом «Рівер Плейт», у складі якого провів наступні п'ять років своєї кар'єри гравця. 
Завершив професійну ігрову кар'єру 2006 року виступами за «Бельграно».

## Виступи за збірну
1997 року дебютував в офіційних матчах у складі національної збірної Парагваю. Того ж року був основним захисником парагвайців на Кубку Америки, що проходив у Болівії.
Наступного року був включений до заявки національної команди на чемпіонат світу 1998, проте у Франції, де проходив мундіаль, на поле не виходив.
Загалом протягом кар'єри у національній команді, яка тривала два роки, провів у її формі 9 матчів.